# Aurinia
Aurinia là chi thực vật có hoa trong họ Cải.